# Dalldorf
 Ikke at forveksle med Daldorf.
Dalldorf er en kommune i det nordlige Tyskland, beliggende i Amt Lütau i den sydøstlige del af Kreis Herzogtum Lauenburg. Kreis Herzogtum Lauenburg ligger i delstaten Slesvig-Holsten.

## Geografi
Dalldorf ligger mellem Landesstraße 200 og grænsen til delstaten Mecklenburg-Vorpommern der dannes af floden Delvenau, der her har været reguleret som en del af Stecknitzkanalen. Større byer i nærheden er Lauenburg og Büchen. Kommunen krydses af Elbe-Lübeck-Kanal og jernbanen Lübeck–Lüneburg.